# مورفینون
مورفینون (به انگلیسی: Morphinone) یک ترکیب شیمیایی با شناسه پاب‌کم ۵۴۵۹۸۲۳ است. که جرم مولی آن ۲۸۳٫۳۲ g/mol می‌باشد.